# André Vallée
André Vallée PME (* 31. Juli 1930 in Sainte-Anne-de-la-Pérade; † 28. Februar 2015) war Bischof von Hearst.

## Leben
André Vallée trat der Ordensgemeinschaft der Société des Missions-Étrangères bei und empfing am 24. Juni 1956 die Priesterweihe.
Papst Johannes Paul II. ernannte ihn am 28. Oktober 1987 zum Bischof des Kanadischen Militärordinariates und Titularbischof von Sufasar. Der Erzbischof von Halifax, James Martin Hayes, spendete ihm am 28. Januar des nächsten Jahres die Bischofsweihe; Mitkonsekratoren waren Gilles Ouellet PME, Erzbischof von Rimouski, und Francis John Spence, Erzbischof von Kingston.
Am 19. August 1996 wurde er zum Bischof von Hearst ernannt. Am 3. November 2005 nahm Papst Benedikt XVI. seinen altersbedingten Rücktritt an.